# Muntele Barṣa
Muntele Barṣa (în arabă جبل برصة, ǧabal Barṣa sau Jabal Barșah [ˈd͡ʒæbæl ˈbærsˤa], Barṣa fiind prescurtarea substantivului propriu Barṣāyā; în turcă Burseya Dağı) este un munte în Guvernoratul Alep din nordul Siriei. Muntele este situat între districtele A‘zāz și ʻIfrīn.

## Descriere
Muntele este localizat între câmpia A‘zāz, la est, și valea râului ʻIfrīn, la vest. La sud se află Muntele Simeon, iar la nord câmpia Kilis, unde se formează râul Akpınar, unul din afluenții râului Quweiq. Din munte izvorăște un râu intermitent numit A‘zāz, care se varsă în Quweiq și formează granița de nord a Muntelui Simeon.
Înălțimea muntelui Barṣa este de 848 m dNM sau 217 metri față de cota terenului înconjurător. Lățimea la bază a masivului este de 20,5 km.
Terenul din jurul Muntele Barṣa este plat spre sud-est, dar deluros spre nord-vest. Cel mai înalt punct din apropierea muntelui se află la 18,2 km nord-est și se ridică la 1.018 m dNM. Cea mai apropiată localitate este A‘zāz, situată la circa 5,7 kilometri sud de Barṣa.
Zona dimprejur este alcătuită în mare parte din terenuri agricole și este relativ dens populată, cu o medie de 86 de locuitori pe km2. Climatul este preponderent unul mediteranean. Media anuală a temperaturii este 21 °C, cea mai călduroasă lună fiind iulie, cu o medie de 35 °C, iar cea mai răcoroasă decembrie, cu o medie de 8 °C. Media anuală de precipitații este de 550 mm. Cea mai ploioasă lună este decembrie, cu o medie de 132 mm de precipitații, iar cea mai uscată iulie, cu 2 mm de precipitații.

## Războiul Civil Sirian
Guvernul sirian s-a retras din zonă în primăvara anului 2012, în urma unui acord cu partidul kurd PYD, iar întregul teritoriu al districtului ʻIfrīn a fost aproape complet scutit de conflicte în următorii cinci ani de război.
Totuși, muntele a devenit scena unor lupte grele între forțele kurde și cele turce în timpul invaziei turce în ʻIfrīn, în ianuarie 2018. După câteva încercări nereușite, trupele turce au capturat muntele pe 28 ianuarie. Zona fusese puternic fortificată cu buncăre din beton, tranșee și tuneluri construite de apărătorii turci.